# تحالف قوس قزح المزراحي الديموقراطي
تحالف قوس قزح الديمقراطي المزراحي (بالعبرية: هكيشت هديموقراطية هم مزراحي)، هو منظمة تطالب بالعدالة الاجتماعية لليهود الشرقيين (يهود مهاجرين من بلدان عربية وإسلامية) في دولة إسرائيل.
تعرف الحركة نفسها بأنها «حركة اجتماعية سياسية غير برلمانية تهدف إلى التأثير على الأجندة العامة الحالية بهدف إحداث تغيير في المجتمع الإسرائيلي كله ومؤسساته... لتحقيق قيم الديمقراطية وحقوق الإنسان والعدالة الاجتماعية والمساواة والتعددية الثقافية». وتصف المنظمة نفسها بأنها «شرقية في أهدافها، عالمية في معتقداتها ومنفتحة على كل من يتماهى مع قيمها». تأسست المنظمة عام 1996 على يد مجموعة من المثقفين والمفكرين والفنانين، من بينهم يهودا شنهاف، واسحق سابورتا، ويوسي دهان، وفيكي شيران، وهنرييت دهان كاليف، ودوللي بن حبيب، وشوش غاباي، ويوسي يونا، وهناء أزولاي حصفري، وسامي شالوم شيتريت وغيرهم.
تترأس الجمعية اليوم نوريت حقاج.
تنشط الجمعية في عدد كبير من المجالات، وتعمل على مستويات أكاديمية وشعبية.

## الأهداف ومجالات العمل
- سد الفجوات في المجتمع الإسرائيلي التي يتغذى منها التمييز
- النهوض بمعايير المساواة المدنية للمزراحيين
- التوزيع العادل في استخدامات الأراضي
- الدفاع عن حقوق الإسكان العامة
- نشر المعلومات حول قضايا الشرقيين من خلال التعليم العام
- الترويج للثقافة والفنانين الشرقيين
- محادثات ثقافية بين العرب واليهود
- قضايا المرأة والنسوية

## مشاريع
تعمل الجمعية في مشروع «تطوير الرابط المفقود بين اليهود الشرقيين والمواطنين العرب الفلسطينيين في إسرائيل ليكونوا بناة للديمقراطية والسلام والعدالة»: ينمي هذا المشروع تطوير تحالف جديد، بين اليهود الشرقيون والمواطنين العرب الفلسطينيين في دولة إسرائيل، من خلال الترويج لفكرة أن الانقسامات بين المزراحيين والمواطنين العرب الفلسطينيين هي حالة مفتعلة يمكن تغييرها من خلال إعادة توجيه العلاقة نحو شعور بالتضامن على أساس الخبرات المشتركة والمصير. ويشمل تطوير التضامن بين المجموعات الحوار النقدي حول الخبرات المشتركة والمتباينة لدى كل من الطرفين بصفته مجموعات محرومة ومستبعدة في المجتمع، و«تفكيك» التجارب التي وضعت هذه المجموعات ضد بعضها البعض اقتصاديًا واجتماعيًا. ويرى المشروع إمكانية أن تصبح العلاقة بين اليهود الشرقيين والأقلية العربية الفلسطينية في دولة إسرائيل الجسر الحاسم اللازم لتسوية الفجوات الثقافية واللغوية والسياسية في التفاهم والاتفاق بين الشعبين، وقوة وازنة من أجل السلام والعدالة في إسرائيل والأراضي الفلسطينية. ويشار إلى أن مركز مساواة - مركز الدفاع عن المواطنين العرب في إسرائيل شريك في المشروع القادم.
مشروع أكاديمية الجوال: يعتزم المشروع المقترح العمل داخل بعض المجتمعات الأكثر ضعفاً في إسرائيل لتزويد المشاركين بالمعرفة والوعي والمهارات والأدوات للدفاع عن حقوقهم في التعليم اللائق والعادل والإسكان والتوظيف والتعبير الثقافي. تستهدف أكاديمية الهاتف المحمول أربع مدن بها تجمعات كبيرة من الجماعات المحرومة، مثل المزراحيم، والمهاجرين من إثيوبيا والاتحاد السوفيتي السابق، والعرب، الذين يسكنون الأحياء الفقيرة والمحرومة من الموارد.

## إنجازات
- إصلاح الإسكان العام: خلال التسعينيات، لعب قوس قزح الديمقراطي المزراحي - الخطاب الجديد دورًا رئيسيًا في تمرير 3 قوانين أحدثت تغييرًا ملموسًا في حقوق الإسكان العامة. وتشمل القوانين قانون الإسكان العام، الذي مكّن عشرات الآلاف من الفقراء في جميع أنحاء البلاد من الحصول على ملكية منازلهم المستأجرة المملوكة سابقًا للقطاع العام في عام 1998، وقانون حقوق مستأجري المنازل العامة في نفس العام، ولوائح مستأجري المنازل العامة، في عام 2000.
- فاز التجمع عام 2002 في قضية كبرى أمام محكمة العدل العليا تتعلق بحقوق الإسكان الاجتماعي، وأثر الحكم على صناعة السياسة الإسرائيلية في مجال الإسكان، وكذلك ممارسات ملكية المنازل من قبل المجموعات المحرومة والأقليات في جميع أنحاء البلاد، وشكلت هذه القضية سابقة قانونية في عدالة التوزيع باتت تدرّس في كليات الحقوق الإسرائيلية.
- في 28 آب (أغسطس) 2002، حكمت المحكمة العليا لصالح استئناف قوس قزح الديمقراطي المزراحي / خطاب جديد، وضد إدارة أراضي إسرائيل في القرارين رقم 727 و737. وفي عام 2003 قُدم التماس للمحكمة العليا من طرف «منتدى الأرض» الذي يضم بين أعضائه جمعيات قوس قزح الديمقراطي المزراحي، وبيماكوم، أدام، تيفا في دين، وجمعية حقوق الإنسان، من أجل تقليص استخدام إدارة الأراضي الإسرائيلية إجراءات تغيير وجهة استخدام الأراضي من الزراعي إلى غير الزراعي، التي كانت تخدم مصالح الشركات على حساب المصلحة العامة.
- نشر عدد من المنشورات الأكاديمية المرموقة.